# Округ Вуд (Западна Вирџинија)
Округ Вуд (енгл. Wood County) је округ у америчкој савезној држави Западна Вирџинија.

## Демографија
По попису из 2010. године број становника је 86.956, што је 1.03 (-1,2%) становника мање него 2000. године.
| Група             | 2000.          | 2010.          |
| Белци             | 85.247 (96,9%) | 83.352 (95,9%) |
| Афроамериканци    | 887 (1,0%)     | 958 (1,1%)     |
| Азијати           | 448 (0,5%)     | 471 (0,5%)     |
| Хиспаноамериканци | 514 (0,6%)     | 744 (0,9%)     |
| Укупно            | 87.986         | 86.956         |